# Sidoer

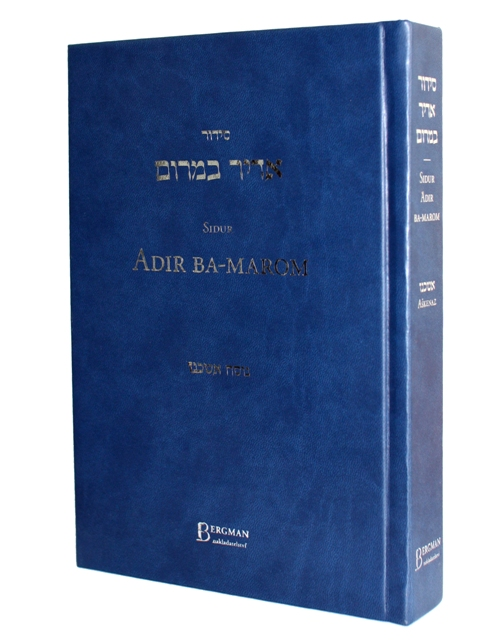
Sidoer Adir ba-marom

Een sidoer (Hebreeuws: סִדּוּר), de tefilla of tefille (Nederlands-Jiddisch/Asjkenazisch) is een joods gebedenboek. Gebedenboeken worden alleen in het Hebreeuws of ook met vertaling gepubliceerd. Er zijn in alle talen sidoeriem (meervoud van sidoer) (Hebreeuws:  סִדּוּרִים), ook Nederlands-Hebreeuwse versies. De Nederlandse (of anderstalige) tekst staat op de linkerpagina, en de Hebreeuwse tekst rechts.
Een gemiddelde Hebreeuwse sidoer heeft ongeveer 500 pagina's. Een tweetalige ongeveer 1000 pagina's. De Nederlandse Dasberg-uitgave met vertaling telt 800 pagina's. Vanwege de relatieve dikte van de sidoer zijn er veel speciale uitgaven, met bijvoorbeeld alleen de sjabbat-gebeden, of de doordeweekse gebeden.
Sidoeriem zijn er in veel verschillende noeschaot.
Voor verschillende bijzondere dagen zijn er speciale sidoeriem, deze worden ook wel machzorim (enkelvoud: machzor) genoemd. Voor Rosj Hasjana en Jom Kipoer zijn speciale machzorim noodzakelijk, omdat deze dagen in de gewone sidoer niet aan bod komen; voor de andere speciale dagen, zoals Pesach, Sjavoeot en Soekot, staan minstens de belangrijkste gebeden ook in de meeste gewone sidoeriem.

## Indeling
De meeste sidoeriem hebben de volgende indeling.
- Sjachariet (ochtenddienst)
- Birkat Hamazon (dankgebed voor na maaltijden)
- Berachot (zegeningen) over voedsel, drinken, geboden)
- Mincha (middagdienst)
- Ma'ariew (avonddienst)
- Kri'at Sjema sje'al hamieta (Sjema en andere gebeden voor het slapengaan)
- Seder eroevee tavshilin
- Seder eroevee techoemin
- Sjir HaSjirim (Hooglied)
- Kabbalat Sjabbat (dienst voor het ontvangen van de sjabbat, vrijdagavond)
- Ma'ariew voor sjabbat (vrijdagavond)
- Kidoesj en zemirot (liederen) voor sjabbat-avond (vrijdagavond)
- Sjachariet voor sjabbat
- Moesaf voor sjabbat
- Kidoesj en zemirot voor sjabbat-dag (zaterdag)
- Mincha voor sjabbat
- Pirkei Avot (Lessen van de vaderen), het Misjna-traktaat Avot (Awos) met wijze spreuken
- Seoedau shlisjit / sjalosj seoedot: liederen voor de derde maaltijd
- Toevoegingen bij Ma'ariew voor zaterdagavond
- Seder Halleel
- Moesaf voor rosj chodesj
- Tefilat shalosh regaliem (Amidah voor Pesach, Sjavoeot en Soekot)
- Moesaf sjalosj regaliem (Mussaf-Amidah voor Pesach, Sjavoeot en Soekot)